# 魏家岭乡
魏家岭乡，是中华人民共和国辽宁省葫芦岛市建昌县下辖的一个乡镇级行政单位。

## 行政区划
魏家岭乡下辖以下地区：
魏家岭村、赵杖子村、宁杖子村、西大杖子村、黑山后村、孤山子村和柴木沟村。